# Земля: Последний конфликт
«Земля: Последний конфликт» (англ. Earth: Final Conflict) — канадский фантастический телесериал основанный на идеях Джина Родденберри и созданный под продюсерством его вдовы Меджел Баррет-Родденберри. Сам Родденберри не дожил до съёмок и премьеры сериала.
Изначально сериал планировали назвать «Место битвы: Земля», но он был переименован из-за схожести с названием книги Л. Рона Хаббарда «Поле битвы: Земля». Сама Меджел Баррет-Родденберри появилась в нескольких сериях первого сезона в роли доктора Джулиэнн Белман. Другим посмертным созданием Родденберри является сериал «Андромеда».

## Место действия
В начале XXI века на Землю прибывает инопланетная раса тейлонов. В обмен на возможность остаться на нашей планете тейлоны предлагают землянам доступ к их высокоразвитым технологиям. В результате удается практически полностью искоренить болезни, войны и загрязнение окружающей среды. Но несмотря на эти улучшения, часть землян считает, что у тейлонов есть свои скрытые замыслы по поводу землян. Организовывается подпольное движение сопротивления.
Сериал несколько необычен в том отношении, что тейлоны не являются чистым злом (кроме одного персонажа, который станет главным злодеем со 2 по 4 сезоны). Они не пытаются захватить мир, но всё же у них действительно есть свои скрытые замыслы, и пришельцы не остановятся ни перед чем для достижения своих целей.

## В ролях
- Вон Флорес — Рональд Сандовал (сезоны 1-5)
- Лени Паркер — Даан (сезоны 1-4), Маэл (эпизодическая роль)
- Анита ЛаСельва — Зоор (сезоны 1-4; несколько серий в сезоне 5)
- Ричард Шеволло — Маркус «Авгур» Деверо (сезоны 1-4)
- Дэвид Хемблен — Джонатан Дорс (сезоны 1-3)
- Роберт Лишок — Лиам Кинкейд (сезоны 2-4; одна серия в сезоне 5)
- Джейн Хайтмайер — Рене Палмер (сезоны 3-5)
- Лиза Ховард — Лили Маркетт (сезоны 1-3)
- Мелинда Дейнс — Джульет Стрит (сезоны 4-5)
- Кевин Килнер — Уильям Бун (сезон 1; несколько серий в сезоне 5)
- Гайлейн Сент-Ондж — Джуда (сезон 5), Серина Шармо (эпизодическая роль)
- Алан Ван Спранг — Хаулин (сезон 5)
- Миранда Квок — Квай Линь Хон (сезон 1)
- Кэри Матчетт — Шивон Беккет (сезон 1, несколько серий в сезоне 2; лейтенант полиции и мать Лиама Кинкейда; инопланетянин Rho`ha)
- Лекса Дойг — Джоан Прайс (одна серия в сезоне 3)

## Инопланетные расы
В сериале присутствует несколько инопланетных рас. Первыми появляются тейлоны, многие из которых являются основными злодеями на протяжении первых четырёх сезонов. Вскоре после этого появляются скриллы, раса разумных насекомых, генетически изменённых тейлонами в качестве оружия. В конце первого сезона появляется новая раса — Кимера, которых тейлоны истребили чуть ли не под корень. Во втором сезоне представляется очередная раса — джаридианцы, с которыми тейлоны находятся в состоянии войны. В конце концов, в последнем сезоне появляются атавусы (которые также были показаны во втором и в третьем сезоне, но редко упоминались до пятого).
В сериале также существуют гибриды нескольких рас. Например, Лиам Кинкейд является гибридом человека и Кимера, тогда как Лили Маркетт рожает на свет дочь Ариэль от джаридианца. Также в пятом сезоне показаны гибриды людей и атавусов (например, помощник Хаббла Уриха и Джульетт Стрит в одной из серий пятого сезона).

## Серии

### Первый сезон (1997—1998)
1. «Решение» — тэйлоны предлагают капитану полиции Уильяму Буну работать на них. Поначалу Бун отказывается, но после гибели жены в автокатастрофе соглашается. С Буном также связываются члены Сопротивления.
2. «Правда» — Бун расследует смерть жены, притворяясь верным слугой тейлонов.
3. «Чудо» — тейлоны помогают девушке, потерявшей обе руки, но опыт не удаётся, и Буну приходится защищать её от тейлонов и членов Сопротивления.
4. «Воплощение» — из тюрьмы сбегает серийный убийца, в голове которого находится тейлонский имплантат.
5. «Старая любовь» — Бун встречается с давней любовницей, что заставляет его вновь испытывать к ней романтические чувства. Но, разобравшись, он понимает, что память об этой любви была имплантирована таэлонцами, чтобы проверить его верность.
6. «Пари как бабочка» — странные смерти в общине амишей заставляют Буна и Лили начать расследование. Они обнаруживают инопланетный зонд могущественной цивилизации, который проводил опыты над окружающей средой. Они отдают зонд Сопротивлению.
7. «Воскрешение» — Джонатан Дорс, инсценировавший свою смерть, чтобы начать движение Сопротивления, объявляет на весь мир о том, что он жив, во время финала чемпионата по футболу. Он также раскрывает несколько секретных таэлонских проектов.
8. «Нулевой горизонт» — тейлоны успешно агитируют, чтобы все мировые державы прекратили исследование космоса. Три бывших астронавта, которые собирались лететь на Марс, выкрадывают таэлонский челнок и узнают несколько тайн этой расы.
9. «Мечта скорпиона» — исследователь выкрадывает скрилл, биологическое оружие, которые носят на теле Защитники Сподвижников, после того как тейлоны решают закрыть программу. Но скрилл начинает управлять человеком и пытаться освободить своих детёнышей.
10. «Свобода или смерть» — Даана похищают солдаты, участвовавшие в одном из неудавшихся опытов таэлонцев. Синод отказывается выпустить их товарищей, и Даан решает умереть, чтобы избежать пленения.
11. «Возвращение пугала» — члены Сопротивления продолжают исследовать инопланетный зонд. Он поглощает одного из учёных и пытается сбежать из лаборатории. Команде необходимо найти способ общаться с зондом, пока не поздно.
12. «Бегство Сандовала» — имплантат Сандовала выходит из строя. Он сбегает, прежде чем ему заменят имплантат, и находит свою жену, которую он когда-то упрятал в сумасшедший дом. Он отдаёт её на попечение Сопротивления и возвращается к тейлонам.
13. «Тайна Стрэндхилла» — в Ирландии обнаружен древний тейлонский артефакт. Это открытие заставляет тейлонов начать поиски исследований Маэла, тейлонского учёного, прибывшего на Землю тысячи лет назад.
14. «Ларец Пандоры» — тейлон участвует в опыте по инъекции человеческого ДНК, что делает его агрессивным и склонным к убийству. Позже раскрывается, что ДНК принадлежит одному из похитителей Даана.
15. «Прочти мои мысли» — человеку удаётся проникнуть в тейлонское Сообщество, пси-связь между всеми тейлонами. Тейлоны желают уничтожить нарушителя любой ценой.
16. «Гнев Ахилла» — Дорс, Авгур и Лили заражают тейлонское посольство в Северной Америке вирусом, который выходит из-под контроля, приводя к многим жертвам. Даан спасает жизнь Лили, когда их корабль заражается вирусом и падает. Сандовал и Бун пытаются восстановить порядок, но для уничтожения вируса необходим корабль-матка тейлонцев.
17. «Знакомый дьявол» — тейлоны демонстрируют новое оружие, уничтожающее технологии. Оно оказывается украденным, и Дорс пытается купить его у вора. Однако оказывается, что всё это было подстроено, чтобы выкурить Дорса. Лили узнаёт что вором является её недавно умерший отец, которому тейлоны дали новое тело.
18. «Закон и порядок» — общественность узнаёт о таэлонце с ДНК человека, убившем солдата. Он попадает в человеческий суд, а его прокурором является сын Джонатана Дорса. Зоора становится одним из присяжных, представляя интересы тейлонов, и убеждает остальных, что подсудимого следует признать виновным.
19. «Зазеркалье» — Бун узнаёт истинную причину программы Зоора по распространению межпространственных порталов как нового средства общественного транспорта. Оказывается, люди попадают в тайную таэлонскую лабораторию, где некоторые из них получают имплантаты. Члены Сопротивления посылают одного из них в лабораторию, чтобы вывести проект на свет, но он проваливает задание.
20. «Заражение» — из тейлонской лаборатории террористами похищен смертоносный вирус, которым они убивают людей. Этот вирус смертелен и для людей и для тейлонов, он быстро распространяется по Земле и тейлонскому Кораблю-Носителю. Бун использует свой имплантат, чтобы синтезировать антитела и уничтожить вирус, спасая обе расы.
21. «Разрушение» — инопланетный зонд, как оказывается, был послан джаридианцами, которые являются врагами тейлонов. Члены Сопротивления штурмуют исследовательскую базу в России, где находится зонд, чтобы не дать учёным скопировать его информацию, ведь это раскроет всех агентов Сопротивления. Зонд самоуничтожается, но успевает создать копию человека, которая сбегает с членами Сопротивления.
22. «Соединение» — ныряльщики обнаруживают древнего тейлонского заключённого в упавшем корабле. В контейнере находится последний представитель вида, который является ещё более древним, чем тейлоны. Но он обладает способностью с точностью копировать всех встреченных людей. В конце концов Бун и Сандовал загоняют его в церковь, где находится вход в штаб-квартиру Сопротивления. Во время перестрелки Бун получает серьёзное ранение, а пришелец делает Беккет, Защитницу Сподвижников, беременной. Пока Бун находится в медицинском баке, Зоор решает избавиться от него.

### Второй сезон (1998—1999)
1. «Первый» — агент Беккет рожает гибрида человека и кимеры, который быстро взрослеет и берёт себе имя Лиам Кинкейд. Даан узнаёт, что Лиам является более чем человеком и нанимает его своим новым Защитником, заменяя Уильяма Буна. Глава тейлонского Синода Куоон погибает от джаридианского зонда.
2. «Атавус» — Авгур ненароком выбрасывает Даана из тейлонского Сообщества, и он деэволюционирует в первобытного тейлона, или атавуса.
3. «Шов времени» — Лиам случайно оказывается на два дня в будущем и обнаруживает всех членов Сопротивления мёртвыми. Вернувшись в настоящее время, он пытается предотвратить их гибель, но начинает подозревать, что именно он и является убийцей под воздействием опасных мозговых волн, посланных Зоором. Дорс, который относится к Лиаму с подозрением, требует, чтобы Лиама устранили.
4. «Измерения» — Лиам и Авгур попадают в параллельный мир, в котором тейлоны находятся в состоянии войны с людьми.
5. «Побег на Луне» — Авгура арестуют в России и приговаривают к смертной казни. Но ему предлагают альтернативу, и он соглашается участвовать в опыте тейлонов по созданию суперсолдат и получает свой мозговой имплантат. Майя принимает Сандовала за его двойника и своего любовника Джейсона из своего измерения. Ради безопасности, Майя принимает личину Изабель Мартинес, её двойника в этой вселенной. Лиам помогает Авгуру избавиться от имплантата.
6. «Спящие» — джаридианский зонд падает на Землю и нарушает целостность Сообщества, заставляя тейлонов арестовать подозреваемых членов Сопротивления, чтобы использовать их жизненную силу для питания Сообщества. Авгур, Майя и остальные находятся при смерти и пребывают в мире сновидений. Лиам, в коматозном состоянии, находит их и пытается вернуть их в настоящий мир, но они отказывают покинуть уютные сны. Лили и Сандовал, тем временем, находят зонд в Австралии.
7. «Трещины» — загадочные энергопоглощающие существа убивают техника, работающего над межпространственным порталом Нью-Йорк — Бангкок. Лиам и Авгур подозревают, что эти существа прибыли из другого измерения, и если их не остановить, то они истощат все источники энергии на Земле, включая людей. Эти существа пробираются на Носитель, заставляя состоящих из энергии тейлонов уйти в стазис, чтобы защититься от них.
8. «Искупление» — мозговой имплантат Беккет начинает выходить из строя. Пребывая в беспамятстве, ей грезится, что её судят за сотрудничество с тейлонами и преступления против человечества. Лиам и Авгур пытаются найти Беккет прежде чем её найдёт и убьёт Сандовал.
9. «Изабель» — Майя начинает испытывать побочные эффекты от пребывания в чужом измерении. Авгур утверждает, что она и её двойник Изабель должны соединиться в единую личность, иначе обе женщины умрут. Дорс баллотируется на пост президента, чтобы противиться тейлонам. Лили подтверждает, что у неё с Изабель общий отец. Сандовал допрашивает Майю на Корабле-Носителе, пока Дорс и Зоор обсуждают возможный союз между ними.
10. «Между раем и адом» — доктор Белман и её дочь Джойс вводят раненной обезьяне сыворотку, регенерирующую её органы. В отличие от её матери, Джойс намерена опробовать сыворотку на человеке.
11. «Вызов» — от тейлонцев сбегает джаридианец в челноке, прихватив с собой Лили в роли заложницы. Лиам преследует их, но оба челнока берёт на борт загадочный инопланетный корабль. Лиам объясняет другим, что этот корабль является хранилищем совокупности знания расы кимера, то есть его предков. Чтобы покинуть корабль, всем трём необходимо добраться от центра корабля. Тем временем Даан требует у Зоора объяснений о сбежавшем джаридианце и сомневается в его компетентности как лидер. Джаридианец раскрывает, что когда-то его раса и тейлоны были единым видом, до того как тейлоны отделились от остальных. Теперь тейлоны желают силой воссоединиться с джаридианцами, используя людей в роли солдат.
12. «Замок одного человека» — с помощью Даана, учёный-инвалид по-имени Спэрроу возглавляет программу по перемещению сознания инвалидов в здоровые тела, создавая биосуррогатов с помощью репликационной технологии джаридианцев, позволяя им вести нормальный образ жизни. Журналист прокрадывается в лабораторию, где вспышка его фотоаппарата активизирует одного из биосуррогатов. Сандовал прибывает и обнаруживает мёртвого журналиста и охранника. Очнувшийся биосуррогат сбежал. Лили обнаруживает, что Зоор тайно перепрограммировал биосуррогатов в убийц. Лиам узнаёт, что Спэрроу перенёс своё сознание на второго биосуррогата.
13. «Вторые шансы» — члены Сопротивления узнают о новом подозрительном тэйлонском проекте омоложения престарелых.
14. «Расплата» — во время открытия новой тэйлонской станции порталов, из тела доктора Джеффри Уитфилда, директора отдела по исследованию порталов, появляется загадочная вспышка и он падает замертво. Саал, таэлонский инженер ответственный за новый портал, убеждает представителей СМИ, что портал совершенно безопасен. Дорс спорит с ним, после чего Саал взрывается с той же вспышкой энергии. Лиам и Сандовал просматривают видеозаписи обоих событий и замечают в обоих местах профессора Арнольда Крейтона, известного критика тэйлонов. Авгур обнаруживает, что Крейтон изобрёл устройство минителепортации, способное убить любого изнутри.
15. «Дружественный огонь» — пока Чандлер исследует украденный тэйлонский челнок, в лабораторию врываются двое человек и уничтожают её. Лиам и Лили обследуют останки лаборатории и обнаруживают, что во всём виноват предатель в рядах Сопротивления. Во время перестрелки на складе, Лили обнаруживает, что именно Чандлер и является предателем-радикалом, желающим начать открытую войну против тэйлонов. Лили позволяет ему сбежать, но они узнают, что Чандлер планирует напасть на тэйлонское посольство в Вашингтоне.
16. «Волонтеры» — во время встречи группы членов Сопротивления на заброшенном складе на них нападает отряд волонтеров, специально тренированных подростков с тэйлонскими имплантатами. Лили, Лиам и Авгур удивлены появлением Джулии с Амандой. Доктор Парк извлекает имплантат Аманды и объясняет остальным, что имплантат её убивает. Командование Сопротивления посылает Джулию внедриться в программу волонтеров. Джулия предупреждает Лиама и Лили о готовящемся нападении, которые мобилизуют войска Сопротивления для отражения атаки. Но Лиам узнаёт, что волонтеров посылают вовсе не против Сопротивления, а против неизвестного врага в другой галактике.
17. «Блаженство» — Лили оказывается под влиянием супернаркотиком под названием «Блаженство» (Блисс). Лиам и Сандовал направляются в Ирландию, чтобы найти источник наркотика. Там они обнаруживают доктора Кокс и культ тэйлонистов, которые отрицают, что знают что-то о блиссе. В конце концов, Лиам и Сандовал обнаруживают лабораторию Маэла, в которой он работал над противоядием от блисса, и начинают подозревать, что тэйлонисты также нашли лабораторию и распространяют наркотик среди населения.
18. «Угон» — тэйлоны нанимают пиарщика, который приводит на Корабль-Носитель журналиста. К сожалению, в то же время корабль угоняет джаридианский репликант, желающий доставить корабль своим хозяевам.
19. «Невозвращенцы» — в Земной атмосфере загадочным образом появляются два пилотируемых тэйлонских шаттла и затевают перестрелку. Лиам пытается понять, куда улетел Даан. Сандовала посылают найти одного из выживших тэйлонских пилотов. Зоор нарушает Каарпаадж Даана на лунной базе. Лиам обнаруживает тэйлона Бэллая, который утверждает, что желает помочь людям отбить у таэлонцев Землю. Авгур отрезает Бэллая от Единства. Бэллай раскрывает, что именно Даан является автором стратегии тэйлонов по уничтожению джаридианцев. Бэллай превращается в атавуса и уходит убивать Даана.
20. «Герои и горе» — после гибели друга Авгура он встречается с прекрасной женщиной по-имени Беверли Ву, которая нанимает его помочь ей создать оружие массового поражения под названием Кузня в Антарктиде. Зоор говорит Даану, что недавняя битва с джаридианцами окончилась поражением для тэйлонов и что их флот отступает. Зоор желает активизировать Кузню, чтобы нанести удар по джаридианской армаде. Даан категорически против использования Земли как базы для нападения, но Зоор отказывается его слушать. Лиам пытается узнать у Даана о Кузне, но тэлон ему не отвечает. Влюблённый в Беверли Авгур считает, что оружие может превратить Землю в чёрную дыру. К ужасу людей и тэйлонов между выстрелами Кузни остаётся открытой червоточина между Землёй и Джаридианской империей, позволяя мощнейшему вражескому крейсеру войти в неё и направиться к Земле.
21. «Послание в бутылке» — на Землю падает второй джаридианский зонд. Члены Сопротивления и тэйлоны наперегонки спешат найти его, чтобы раскрыть его тайны. Лиам и Авгур попадают в плен к тайной группировке под названием Чёрные рыцари, главой которой является полковник Лиам Кинкейд, чьё имя Лиам когда-то позаимствовал чтобы представиться Даану.
22. «Перекрёстный огонь» — Сопротивление получает предупреждение о покушении на жизнь Джонатана Дорса во время президентских выборов.

### Третий сезон (1999—2000)
1. «Облава» — президент США Томпсон вводит в страну военное положение пока не будет уничтожено Сопротивление.
2. «Исчезнувшая» — судьба Лили находится в руках Сандовала, пока вокруг президента вертится круговорот событий в связи с объявленным кризисом.
3. «Эмансипация» — Лиам и Рене Палмер пытаются найти и вызволить королеву скриллов, которую похитила радикальная группа Сопротивления под названием «Чёрная среда».
4. «Дежавю» — Лиам обнаруживает что тэйлонская технология появившаяся на чёрном рынке является причиной загадочных смертей.
5. «Бывший и будущий мир» — древние тэйлонские артефакты незаконно ввезённые в США приводят к обнаружению корабля Маэла.
6. «Крепче крови» — Авгур предаёт Лиама, пока Сандовал борется за жизнь со смертельным расстройством крови.
7. «Кусочек рая» — Лиама обвиняют в убийстве во время расследования действий близнецов-полутэйлонов созданных Дааном.
8. «Падар» — Лиам и Рене узнают о планет Зоора и Сандовала создать суперсолдат из биосуррогатов для борьбы с джаридианцами.
9. «На память» — Лили становится жертвой плана джаридианцев в корне изменить судьбу Земли.
10. «Келья» — Лиам и Рене расследуют серию загадочных смертей связанных с группой женщин под предводительством сестры Маргарет, способной духовно связываться с тэйлонами.
11. «Интервью» — интервью с Зоором в прямом эфире нарушается когда репортёр показывает секретные тэйлонские записи и пускается на смертельное задание, которое должен остановить Лиам.
12. «Держи врагов вблизи» — Лиам должен решить стоит ли спасать жизнь его врага Зоора, получившего серьёзные ранения вследствие падения их челнока вдали от цивилизации.
13. «Заговор» — Зоор и Сандовал составляют хитрый план по убийству Ттана, тэйлонского Военного Министра.
14. «Выжженная земля» — Лиам и Рене узнают что тэйлоны тайно пребывали на Земле во время Китайско-индийской войны и использовали оружие массового поражения в своих целях.
15. «Убежище» — Лиам пытается как можно скорее найти Зоора, который пропадает после того как он заражается древним тэйлонским вирусом, способным начать эпидемию.
16. «Твоими глазами» — Зоор копирует своё сознание в тело человека чтобы убедить людей запретить энергетическое оружие, способное навредить тэйлонам.
17. «Бомба замедленного действия» — Лиам и Рене застревают на корабле Маэла под управлением древнего римлянина, оставленного Маэлом для уничтожения прибывших тэйлонов. Древний корабль стартует и разгоняется для тарана Корабля-Носителя.
18. «Привидение» — когда усопший тэйлон Кудон возвращается чтобы мучить Зоора, раскрывается что Зоор выкрадывает финансы у тэйлонских компаний.
19. «Поля» — Лиам и Рене внедряются в Церковь Сподвижников и узнают что человечество используют для производства питания для тэйлонов.
20. «Тейлон авеню, № 1» — судьба Джонатана Дорса держится на волоске, когда его сын Джошуа попадает под воздействие устройства, способного управлять людьми.
21. «Похищение» — Лиам добывает древнюю тэйлонскую реликвию и узнаёт что человечество является генетическим звеном между тэйлонами и джаридианцами.
22. «Прибытие» — Лиам и Рене попадают в смертельно опасную ситуацию пытаясь спасти беременную Лили, которая вернулась на Землю чтобы родить своего ребёнка-полуджаридианца.

### Четвёртый сезон (2000—2001)
1. «Кузня создания» — Лили рожает на свет ребёнка от джаридианца с помощью энергии тэйлонов. Этот ребёнок может быть последним шансом для спасения обеих рас. Авгур уходит в бега от разведки волонтеров и просит свою старую знакомую — хакершу Джульетту Стрит — помочь Лиаму и Рене. Сандовал пытается уничтожить следы существования джаридианцев.
2. «Первый вздох» — Лиам и Рене расследуют связь Зоора с тайными операциями по клонированию.
3. «Отцовские грехи» — Лиам и Рене расследуют слухи о том, что людей заставляют собирать тейлонский наркотик крисс на космической станции «Свобода». Лиам узнаёт что Даан обрёл зависимость от крисса и помогает ему бросить эту привычку и бороться с ломкой.
4. «Лимбо» — убийство генерала Ттана на борту корабля-матки приводит к тому что Лиам узнаёт страшную тайну тэйлонов. Тем временем, покойный Джонатан Дорс возвращается в кибернетической форме чтобы нанести решающий удар по пришельцам.
5. «Золотые копи» — пока Лиам и Рене расследуют подозрения в незаконных арестах и нарушениях гражданских прав, знакомый Авгура из группы Аморалистов планирует выкрасть золото Зоора на борту корабля-матки.
6. «Пленных не брать» — правительство объявляет амнистию всем членам Сопротивления, и Лиам пытается убедить Хэйли Симмонс согласиться с этим предложением. Тем временем, Сандовал использует паразиты чтобы заставить волонтёров совершать самоубийственные нападения на членов Сопротивления.
7. «Вторая волна» — в Солнечной системе замечен огромный джаридианский флот. Всеобщий хаос усугубляется полномасштабной эвакуацией всех тэйлонов и их отбытием из системы.
8. «Сущность» — Рене узнаёт что её младший брат является жертвой плана Зоора по сбору человеческих эмоций.
9. «Призрачный защитник» — пребывая на борту Корабля-Носителя, Рене попадает в плен к загадочному существу, проживающему в нижних частях корабля.
10. «Преследователь во сне» — Лиам и Рене пытаются найти серийного убийцу, убивающего людей во сне, подставляя при этом других.
11. «Затерянное поколение» — Лиам и Рене узнают о рождении ребёнка с мозговым имплантатом.
12. «Саммит» — Зоор имплантирует Лиама устройством наблюдения чтобы следить за Дааном, который покидает Землю в свой последний путь.
13. «Тёмная материя» — Корабль-Носитель повреждён метеоритом состоящим из тёмного вещества, присутствие которого вызывает у тэйлонов состояние кататонии.
14. «Ключи к царству» — Зоор угрожает напасть на Землю после кражи артефакта содержащего тайну синтезирования тэйлонской энергии.
15. «Преследуя Стрит» — Джульетта Стрит учится доверять другим во время побега от Сандовала, которому Зоор приказал её поймать. Стрит обладает редкой способностью думать в нескольких измерениях сразу, что является ключом к пониманию секрета выживания тэйлонов.
16. «Застрявшие во времени» — становится возможным раскрытие судьбы человечества и тэйлонов после обнаружения трёх астронавтов из будущего в состоянии анабиоза.
17. «Исповедь» — взамен на снятие обвинений, Сандовал соглашается свидетельствовать в суде против тэйлонов.
18. «Узы крови» — Лиам и Рене подозревают Зоора в организации серии убийств.
19. «Сердца и рассудки» — Рене разрывается между любовью и долгом, когда её любовник попадает в плен к тэйлонам.
20. «Открытие» — решение тэйлонов добровольно уйти в стазис вызывает раскол между Зоором и Дааном, который отказывается делиться имеющейся у него энергией. Тем временем, Лиам узнаёт что ему осталось жить всего несколько дней.
21. «Тёмный горизонт» — после того как джаридианский луч превращает нескольких Защитников Сподвижников в убийц, Зоор требует чтобы их поймали и передали в руки ему в течение суток, иначе он откроет по Земле огонь. Тем временем, Даан посылает Лиама взять убийц живыми. Сандовал становится пешкой в руках джаридианцев, которые намерены уничтожить Землю любой ценой.
22. «Точка невозвращения» — судьба тэйлонов и, возможно, Лиама решена после обнаружения им регенерационной камеры Маэла. Открытие этой камеры заставляет тэйлонов и джаридианцев пуститься в поиски механизма, который обещает восстановить их истощающуюся энергию. Тем временем, Джульетта Стрит решает головоломку Маэла, которая позволит обоим расам воссоединиться. Правительство США решает нанести ядерный удар по Кораблю-Носителю.

### Пятый сезон (2001—2002)
1. «Раскопанные» — пытаясь узнать выжил ли Лиам, Рене и Стрит обнаруживают атавусов, которые появились после воссоединения тэйлонов и джаридианцев. Попытка астронавтов проникнуть на борт Корабля-Носителя пресекается выжившим Сандовалем.
2. «Отверженные» — Сандовал присоединяется к атавусам, пока Рене пытается убедить Хаббла Уриха в существовании новых инопланетян.
3. «Соблазнение» — Рене борется с атавусами, которые начинают процесс создания гибридов-полуатавусов из людей.
4. «Под землёй» — Рене заручается помощью бывшего журналиста, пытаясь рассказать общественности о существовании атавусов.
5. «Пробуждение Буна» — Сандовал пробуждает Уильяма Буна от трёхлетнего анабиоза. Он узнаёт что мир сильно изменился с тех пор. Бун присоединяется к Рене в битве против атавусов.
6. «Устранение» — Рене помогает серийной убийце бежать из тюрьмы, надеясь что она поможет убить атавусов, но план Рене терпит крах.
7. «Чувство вины» — Рене пытается нарушить план Хоулина и Сандовала по производству камер регенерации.
8. «Убийца Буна» — Рене находит Буна в Гималаях и показывает ему кристалл найденный в серии «Замурованный». Она объясняет что этот кристалл может найти другие ульи атавусов на Земле. Бун присоединяется к Рене в поисках этих ульев. Тем временем, Сандовал оживляет Зоора и превращается его в гибрида тэйлона и атавуса. Задача Зоора — убить Уильяма Буна, а Сандовал пытается добыть у Рене и Буна кристалл. События этой серии происходят после серии «Замурованный».
9. «Замурованный» — Рене и Стрит обнаруживают пару анабиозных капсул под Стоунхенджем. Они забирают одну из них в исследовательскую базу в Антарктиде. В капсуле оказывается живой атавус по имени Грен. Грен убивает учёного станции и сбегает со Стрит через портал перед появлением Сандовала, который уничтожает станцию. Рене удаётся убежать и вернуться в их логово. Она обнаруживает Стрит в кафе неподалёку, но девушку берёт в плен Грен, и они возвращаются в Стоунхэндж и находят там картографический кристалл, показанный в серии «Убийца Буна». Стрит забирает кристалл, а Рене убивает Грена. События этой серии происходят до серии «Убийца Буна».
10. «Наследие» — Рене путешествует в далёкое прошлое в погоне за смертоносной атаванкой Нахемой, желающей изменить судьбу своей расы.
11. «Смертельный номер» — Рене и Стрит отправляются в спа-салон на заслуженный отдых, но попадают в очередную ловушку атавусов.
12. «Атавусы в школе» — после того как подросток-бунтарь создаёт фан-сайт посвящённый атавусам, они начинают использовать его чтобы набирать молодёжь из школы в ряды гибридов.
13. «Глубокий сон» — Рене и Стрит узнают о больнице под управлением гибридов, которые предоставляют коматозных пациентов своим хозяевам для питания.
14. «Искусство войны» — смерть Джуды является проблеском надежды для Рене.
15. «Смертельная опасность» — Рене и археолог ищут гробницу древнего атавуса в пирамидах.
16. «Депортация» — Рене начинает симпатизировать гибридам, узнав о нечеловеческих условиях их содержания в правительственных концлагерях.
17. «Честь и долг» — Рене и её любовник капитан Майклс рискуют всем пытаясь раздобыть планы по созданию оружия способного уничтожить атавусов.
18. «Плохие гены» — Рене меняет своё мнение о своих врагах, повстречавшись с мальчиком-атавусом по-имени Юлин, который, как и его мать, отказывается наносить вред живым разумным существам. Рене теперь приходится защищать мальчика от гнева его отца Хоулина, считающего что его сын обязан уметь убивать.
19. «Подрывная деятельность» — Рене судят за то что она выпустила атавусов на волю.
20. «Мудрая Стрит» — Стрит делают гибридом, и Рене пытается найти лекарство.
21. «Путешествие» — Рене и капитан Майклс расследуют дело о фармацевтический заводе по-производству антигибридной вакцины: с лидером проекта доктором Спэнглером происходит что-то странное. А Ражел возвращается чтобы повести Рене в путешествие по её воспоминаниям.
22. «Последний конфликт» — несмотря на гибель Майклса и Буна, радости Рене нет предела, когда она узнаёт что Лиам всё ещё жив. Вместе с Ражелом и Юлином, они готовятся к финальной схватке с атавусами, ведь Хоулин наконец-то нашёл то что искал — древний боевой корабль атавусов, полный яростных воинов в спячке. Тем временем, Сандовал обнаружил базу Рене и готовится уничтожить своего врага.

## Инопланетяне
Основными инопланетянами в сериале являются тейлонцы. Эта гуманоидоподобная раса частично состоит из энергии, количество которой ограниченно. В древнем прошлом тейлонцы являлись полуэнергетической расой под названием атавусы. Однако затем появился культ долгожителей, которые провели опасный эксперимент по продлению жизни, забрав у большей части своей расы энергию. Культисты стали прародителями тейлонцев, а оставшиеся атавусы превратились в джаридианцев, чей энергетический баланс был нарушен и жизнь ужасно сокращена. С тех пор тейлонцы и джаридианцы являются смертельными врагами.
Отделившись от джаридианцев, тейлонцы обнаружили, что их новое состояние неустойчиво. В этом им помогла другая энергетическая раса под названием кимера. Кимера стабилизировали тейлонцев и помогли им создать Сообщество (пси-связь между всеми тейлонцами, которая помогает стабилизировать их сущность). Затем тейлонцы предали кимера и уничтожили практически всех представителей этой расы. В какой-то момент тейлонцы стали бесполыми, но способными продлять свой род без партнёра.
Не все атавусы стали частью эксперимента культистов. До этого атавусы послали корабли на доисторическую Землю и создали там колонию. По какой-то причине колонистам приходилось часто пополнять свой энергетический запас жизненной энергией первобытных людей, убивая их, тогда как на своей родной планете этого не требовалось. Повстречавшись с Рене Палмер из далёкого будущего, лидер колонистов Хоулин решил ускорить эволюцию людей, используя ДНК погибшего средневекового монаха. Затем колония была уничтожена метеоритным дождём, а оставшиеся атавусы ушли в спячку. В XXI веке попытка тейлонцев и джаридианцев спасти свои расы с помощью камеры Маэла пробудила правящую элиту атавусов.